# Inuitisk stavelseskrift

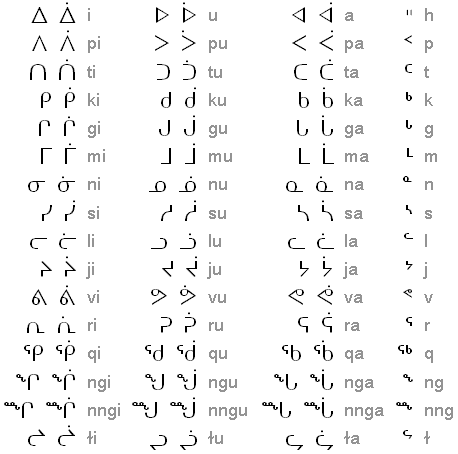
Stavelseskriften som används för att skriva inuktitut (titirausiq nutaaq). Tecken försedda med prick betecknar långa vokaler som transkriberade skrivs med dubbla vokaler.

Inuitisk stavelseskrift är en abugida som används för inuktitut, ett språk som talas i Nunavut och Nunavik i norra Kanada. Sedan 1976 har alfabetet använts officiellt vid sidan om det latinska alfabetet.
Den inuitiska stavelseskriften är en variant av skriftspråkfamiljen kanadensisk aboriginsk skrift, som i sin första version användes på 1800-talet för att skriva cree och ojibwe.